# Antonio Gramsci, i giorni di carcere

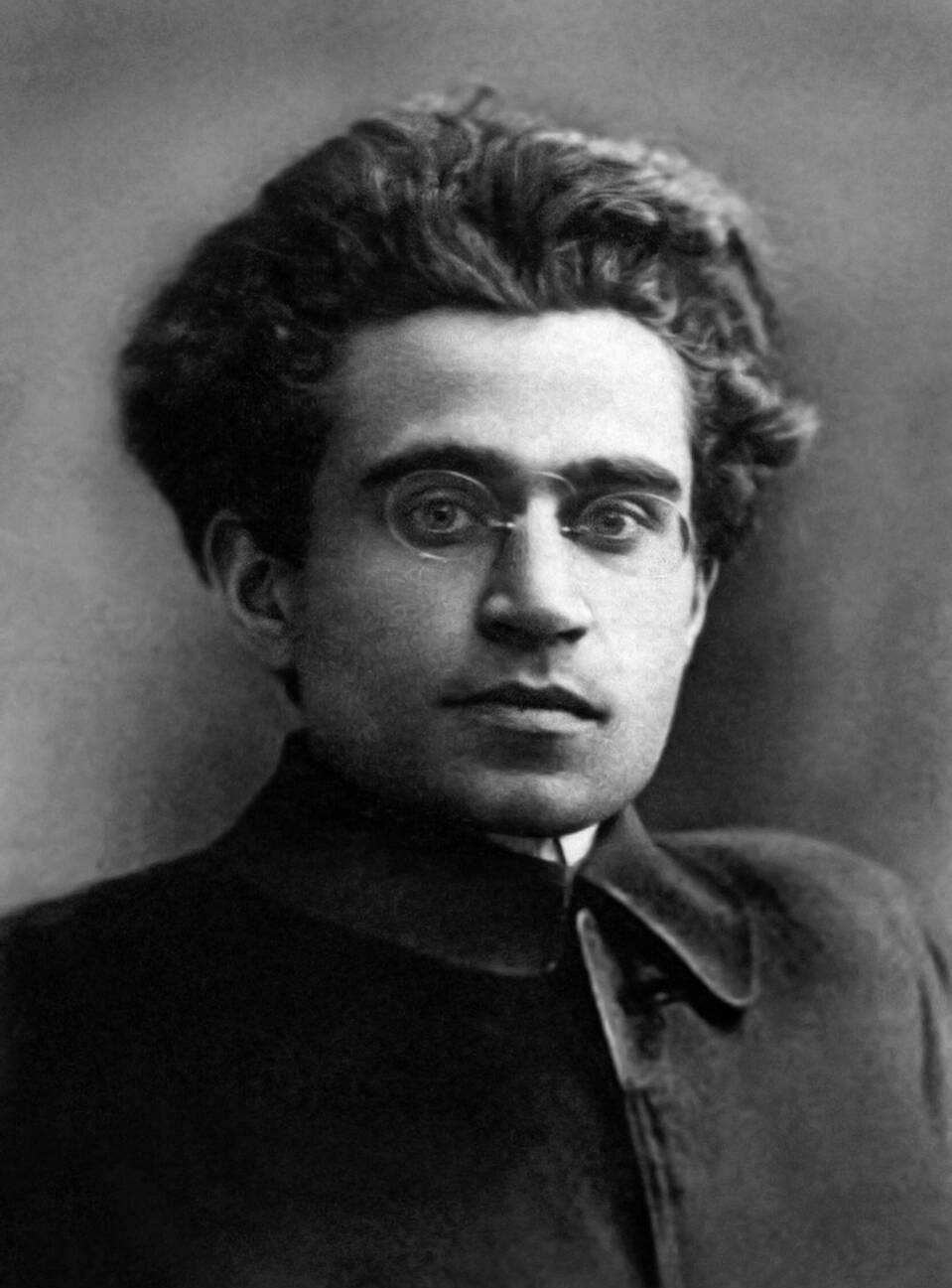
Antonio Gramsci

Antonio Gramsci, i giorni di carcere is een Italiaanse dramafilm uit 1977 onder regie van Lino Del Fra. Hij won met deze film de Gouden Luipaard op het filmfestival van Locarno.

## Verhaal
De communist Antonio Gramsci breekt al in de jaren '20 met de partijlijn. Hij wordt echter tot twintig jaar gevangenis veroordeeld. In de cel zet hij zijn ideeën op papier. Zijn geschriften mogen niet worden gepubliceerd voor zijn dood.

## Rolverdeling
| Acteur             | Personage         |
| ------------------ | ----------------- |
| Riccardo Cucciolla | Antonio Gramsci   |
| Lea Massari        | Tania             |
| Mimsy Farmer       | Giulia            |
| Jacques Herlin     | Lo Santo          |
| Franco Graziosi    | Manuilsky         |
| Luigi Pistilli     | Gennaro Gramsci   |
| John Steiner       | Laurin            |
| Biagio Pelligra    | Bruno             |
| Paolo Bonacelli    | Bocchini          |
| Gianfranco Bullo   | Palmiro Togliatti |
| Pier Paolo Capponi | Enrico            |